# Шидерти (селище)
Шидерти́ (каз. Шідерті) — селище у складі Екібастузької міської адміністрації Павлодарської області Казахстану. Адміністративний центр та єдиний населений пункт Шидертинської селищної адміністрації. Станом на 1989 рік селище мало статус селища міського типу.

## Географія
Розташоване на березі Шидертинського водосховища на каналі Іртиш — Караганда, на автодорозі Павлодар — Караганда, за 50 км на захід від міста Екібастуз і за 180 км на південний захід від обласного центру — Павлодара.  Шидерти знаходиться за 42 км на південний схід від Бозшакольська мідна копальня.

## Історія
У 1984 —2023 роках в селищі знаходилася виправна колонія №47. 
У селищі існує парафія УГКЦ.
8 лютого 2023 року в селищі перейменовано низку вулиць, зокрема Калініна, Леніна, Комсомольська.

## Населення
3092 особи (2021; 3557 у 2009, 4431 у 1999, 5479 у 1989).